# Анжуйская империя
Анжуйская империя (англ. Angevin Empire; варианты перевода — «Анжуйская держава», «Анжуйская монархия») —  название, предложенное в 1887 году британским историком Кейт Норгейт для обозначения владений монархов Анжуйской династии с 1154 по 1214 годы. Эти владения простирались по обе стороны Ла-Манша, охватывая как Англию, так и бо́льшую часть Франции (в том числе весь север, запад и юго-запад).

## Название
Термины «империя» и «император» не использовались в официальной титулатуре XI—XII вв., которая акцентировала внимание на том, что подвластные территории состояли из отдельных частей. Генрих II именовал себя «королем англов, герцогом норманнов и аквитанцев, графом анжуйцев». Название «Анжуйская империя» было предложено в 1887 году британским историком Кейт Норгейт в работе «Англия при анжуйских королях» (англ. England under the Angevin Kings). В 1986 году в Фонтевро съезд историков пришел к выводу, что не существовало ни анжуйского государства, ни империи, но термин «владения Плантагенетов» (фр. Espace Plantagenêt) был признан приемлемым. Дискуссия о терминах «Анжуйская империя» и «империя Плантагенетов» до сих пор продолжается.

## История
После смерти отца Жоффруа V Плантагенета в 1151 году его сын Генрих получил в наследство большую территорию: графства Мэн, графства Анжу, Турень, а также герцогство Нормандия. В 1152 году после брака с Алиенорой Аквитанской (бывшей супругой французского короля Людовика VII) его владения увеличились. Алиенора владела большой территорией в Южной Франции: герцогствами Аквитания и Гасконь, графством Пуатье, в вассальной зависимости от неё находились графства Ла-Марш, Перигор, Овернь, а также виконтство Лимож. Кроме того, после смерти в 1154 году английского короля Стефана Генрих под именем Генрих II был признан королём Англии, став родоначальником династии Плантагенетов, различные ветви которой правили Англией до 1485 года. Его владения во много раз превышали владения королей Франции. При этом сам Генрих считался вассалом французских королей, так как в августе 1151 года он как герцог Нормандии принёс оммаж Людовику VII. Это была политическая операция, чтобы защитить завоёванную отцом Генриха Нормандию. Согласно хроникам Роджера Ховеденского, Генрих принёс вассальную клятву за все свои французские владения после того, как стал английским королём.
Анжу, Мэн, Турень и Нормандия оставались в составе владений Генриха и его сыновей до 1204 года, пока король Франции Филипп II Август не отвоевал их у английского короля Иоанна Безземельного, присоединив их к королевскому домену. По Парижскому договору 1259 года за англичанами сохранилась только Гиень — значительно урезанная Аквитания и Гасконь, которые ещё два с половиной века оставалась английским владением. По итогам Столетней войны Англия сохранила за собой только небольшой анклав с центром в Кале, окончательно утраченный в 1558 году.